# Euphorbia bivonae
Euphorbia bivonae là một loài thực vật có hoa trong họ Đại kích. Loài này được Steud. mô tả khoa học đầu tiên năm 1840.

## Hình ảnh

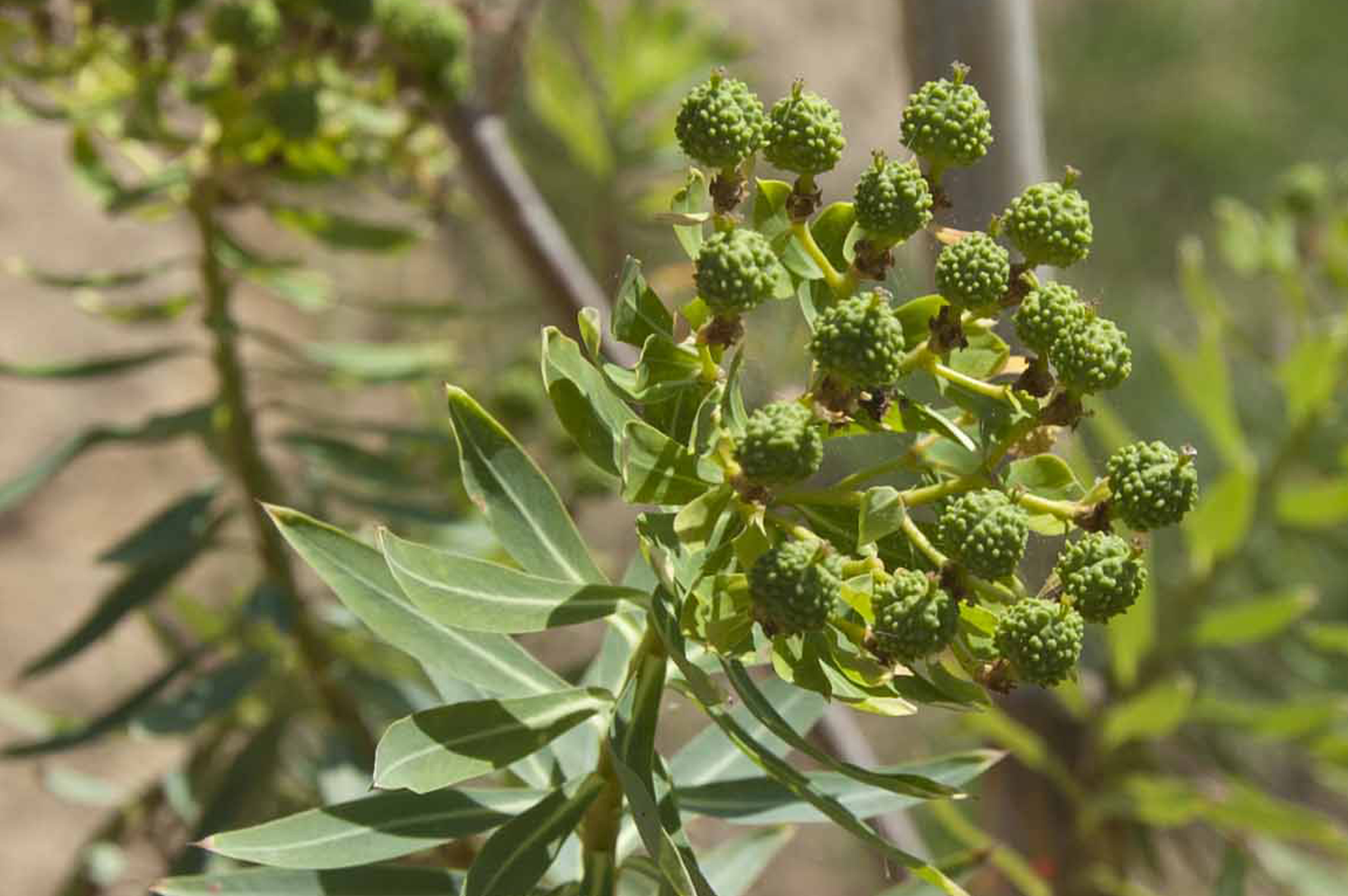
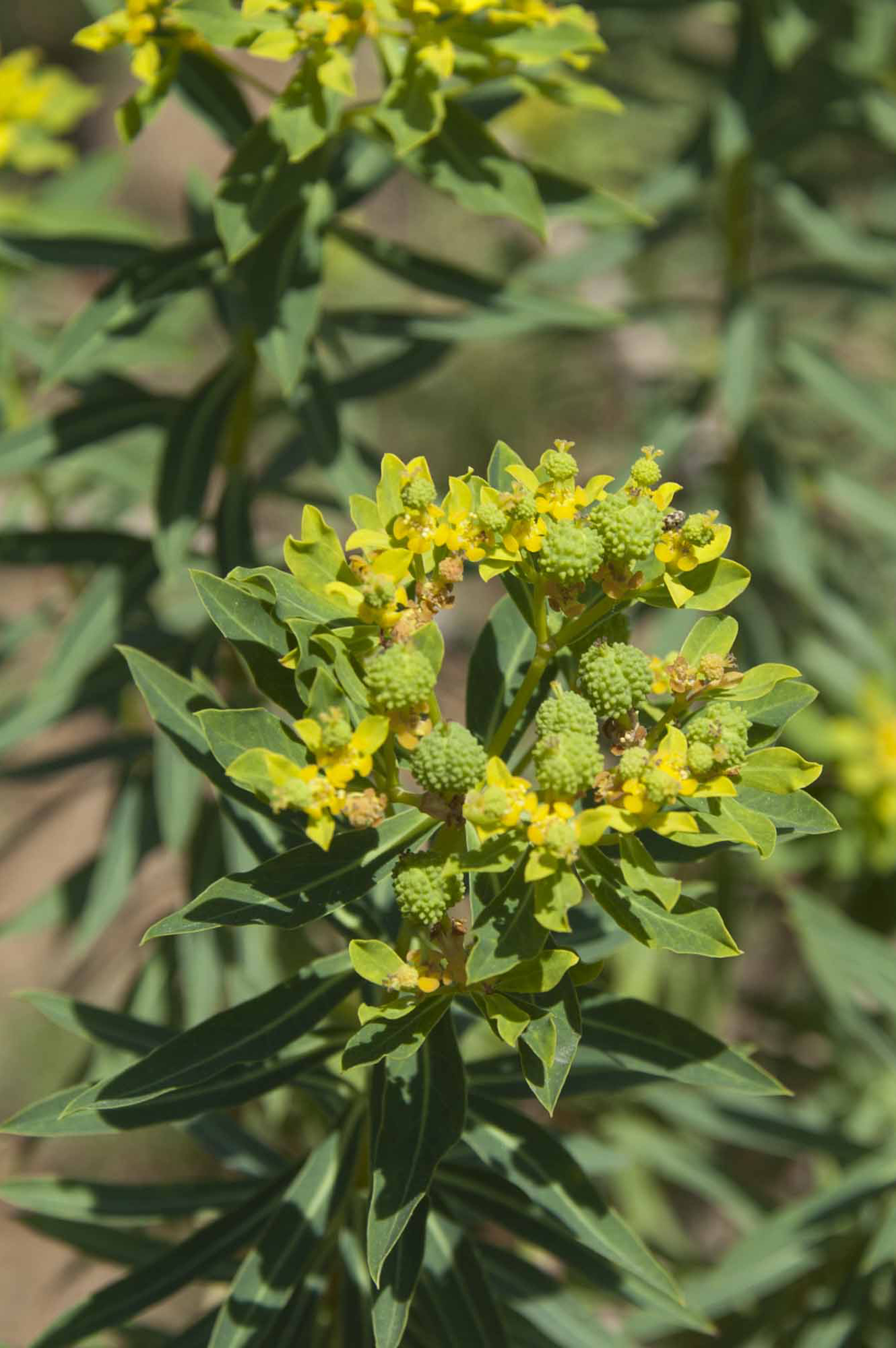
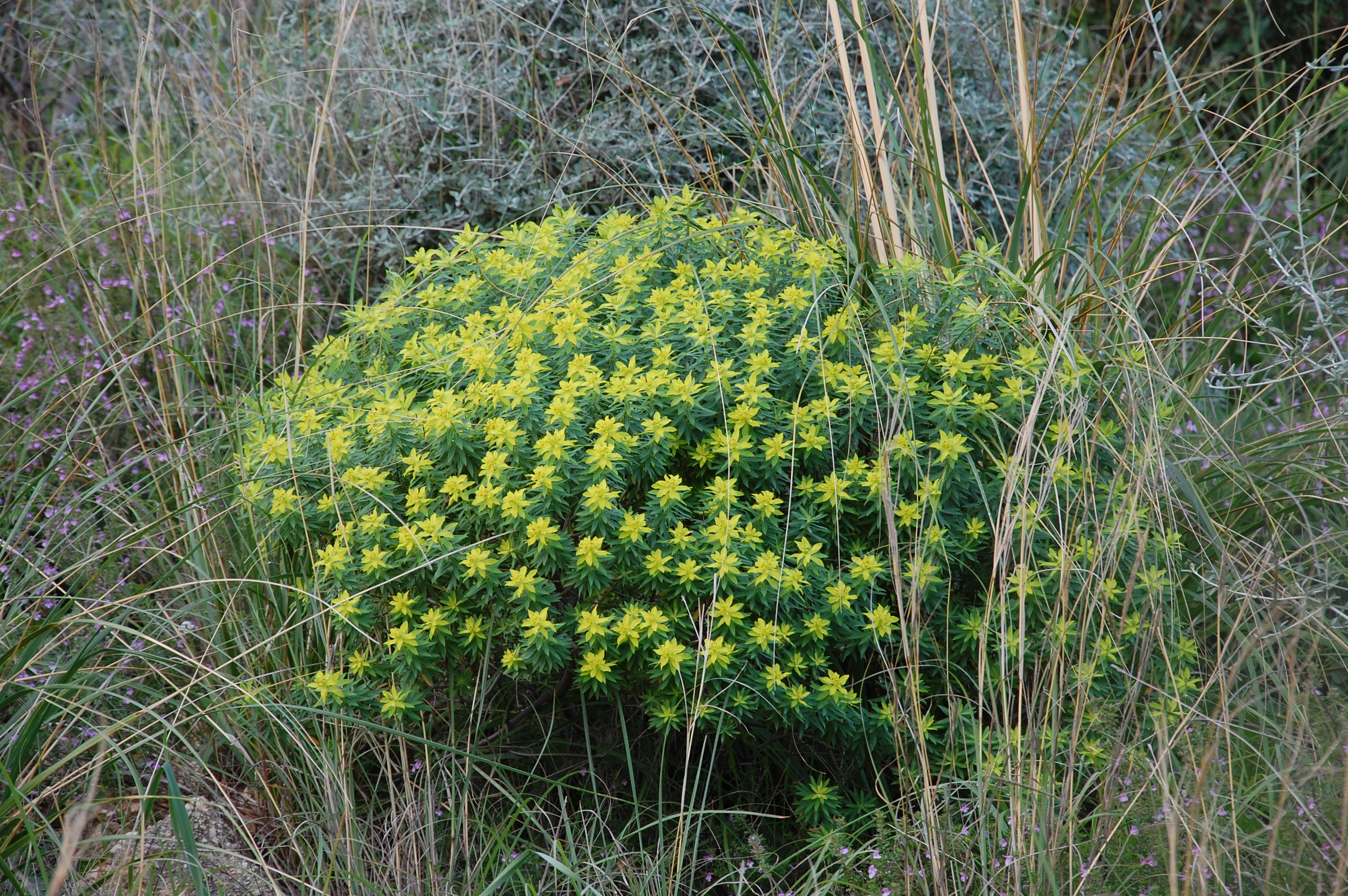
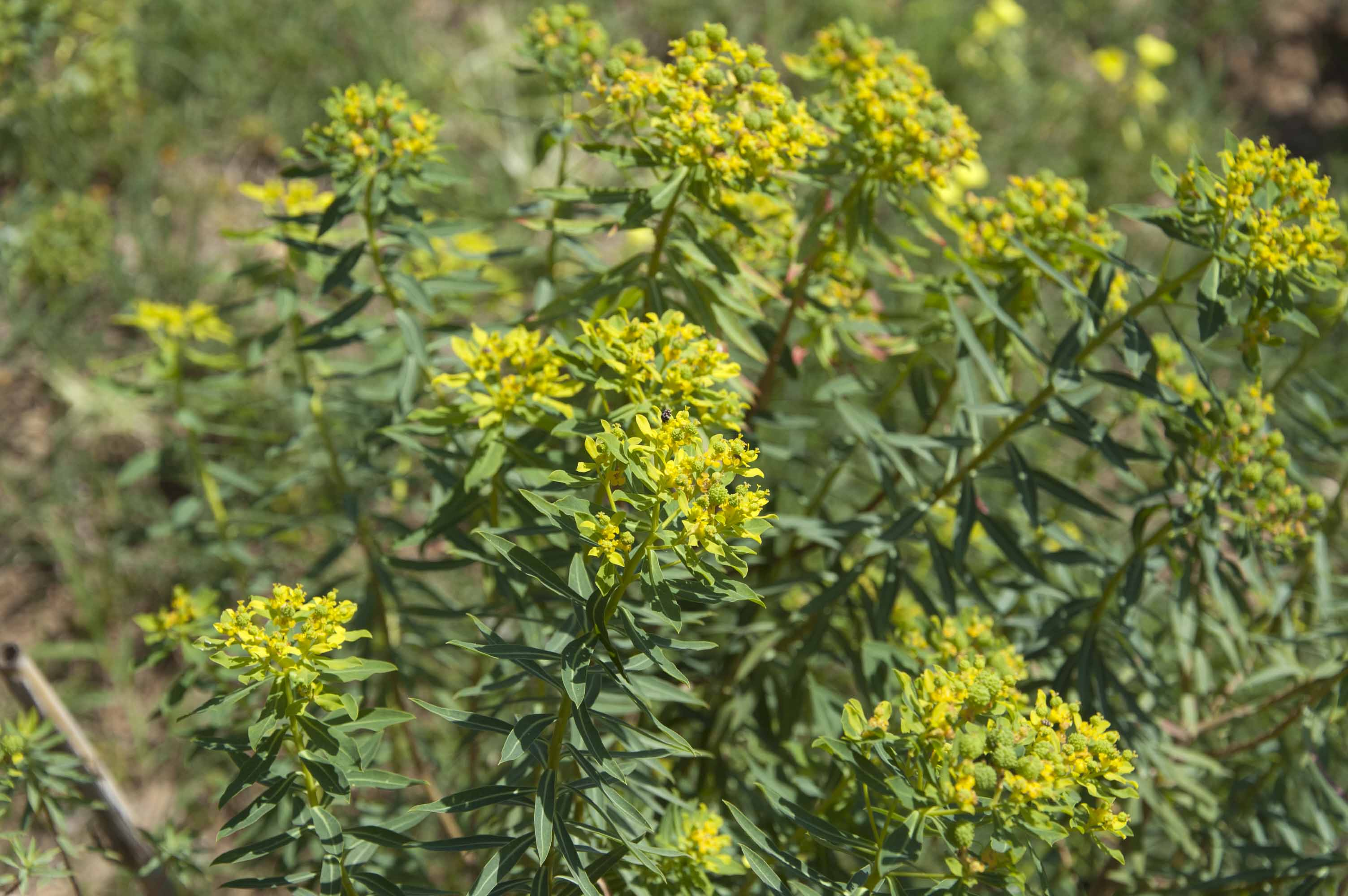